# George Andrew Olah
George Andrew Olah (Budapeste, 22 de maio de 1927 – Beverly Hills, 8 de março de 2017) foi um químico húngaro naturalizado estadunidense.
Foi laureado com o Nobel de Química de 1994 devido ao seu contributo for para a química carbocation.
Foi eleito membro estrangeiro da Royal Society em 1997.

## Publicações selecionadas
- G.A. Olah, P. v. R. Schleyer (Eds.): Carbonium Ions, 5 Volumes, Wiley 1968 a 1972
- G.A. Olah: Carbocations and electrophilic reactions, Wiley 1974
- G.A. Olah: Halonium Ions, Wiley 1975
- G.A. Olah, L. Malhotra, S. Narang: Nitration, VCH, Weinheim 1989
- G.A. Olah, D. R. Squires: Chemistry of energetic materials, Academic Press 1991
- G.A. Olah, K. K. Laali, Q. Wang, G. K. S. Prakash: Onium Ions, Wiley, 1998.
- G.A. Olah: A Life of Magic Chemistry, John Wiley & Sons, 2001.
- G.A. Olah, A. Molnar: Hydrocarbon Chemistry, 2. Ed., Wiley, 2003.
- G.A. Olah, G. K. Surya Prakash (Eds.): Carbocation Chemistry, Wiley, 2004.
- G.A. Olah, A. Goeppert, Surya Prakash: Beyond Oil and Gas: The Methanol Economy, Wiley-VCH, Weinheim 2005, ISBN 978-3-527-31275-7, ISBN 3-527-31275-7
- G.A. Olah, G. K. Surya Prakash, Jean Sommer, Arpad Molnar: Superacid Chemistry, 2. Ed., Wiley 2009 (1. Ed. 1985 como Superacids)
- G.A. Olah, G. K. Surya Prakash, Arpad Molnar, Kenneth Wade, Robert E. Williams: Hypercarbon Chemistry, 2. Ed., Wiley 2011
- G.A. Olah: Crossing Conventional Boundaries in Half a Century of Research, Journal of Organic Chemistry, Volume 70, 2005, p. 2413–2429
- G.A. Olah, Douglas A. Klumpp: Superelectrophiles and their chemistry, Wiley 2007